# Taree
Taree é uma cidade no meio da Costa Norte, em Nova Gales do Sul, Austrália. Taree foi colonizada em 1831 por William Wynter. O nome Taree é derivado de "tareebit", uma palavra do idioma nativo Biripi que significa árvore à beira do rio ou, mais especificamente, a figa de lixa (Ficus coronata). De acordo com o censo australiano, a população estimada na localidade, no ano de 2016, é de 16.197 pessoas.